# Rafi Bistritzer
Rafi Bistritzer (1974) é um físico israelense.
Bistritzer estudou física e informática a partir de 1997 na Universidade de Tel Aviv obtendo o bacharelado em 2000, estudando depois física no Instituto Weizmann de Ciência, onde obteve um mestrado em 2003 e um doutorado em 2007. No pós-doutorado esteve até 2012 na Universidade do Texas em Austin, sob a coordenação de Allan Hugh MacDonald.
Recebeu o Prêmio Wolf de Física de 2020, juntamente com Pablo Jarillo-Herrero e Allan Hugh MacDonald.

## Publicações selecionadas
- com Ehud Altman: Intrinsic dephasing in one-dimensional ultracold atom interferometers, Proc. Nat. Acad. Sci., Volume 104, 2007, p. 9955–9959, Arxiv
- com Hongki Min, Jung-Jung Su, A. H. MacDonald: Room-temperature superfluidity in graphene bilayers, Physical Review B, Volume 78, 2008, p. 121401, Arxiv
- com A. H. MacDonald: Electronic cooling in graphene, Physical Review Letters, Volume 102, 2009, p., 206410, Arxiv
- com A. H. MacDonald: Transport between twisted graphene layers, Physical Review B, Volume 81, 2010, p. 245412, Arxiv
- com A. H. MacDonald: Moiré butterflies in twisted bilayer graphene, Physical Review B, Volume 84, 2011, p. 035440, Arxiv
- com A. H. MacDonald: Moiré bands in twisted double-layer graphene, Proc. Nat. Acad. Sci. USA, Volume 108, 2011, p. 12233–12237, Arxiv
- com A. H. MacDonald: Materials science: graphene moiré mystery solved?, Nature, Volume 474, 2011, p. 453